# 罗姆尼文学协会
罗姆尼文学协会（英語：Romney Literary Society）于1819年1月30日在西弗吉尼亚州的罗姆尼成立，一直存续至1886年2月15日。它起初作为罗姆尼辩论会而成立，是西弗吉尼亚州的第一个此类组织，也是美国最早成立的此类组织之一。该协会由罗姆尼的九位知名人士创立，目标是促进文学和科学发展，购买和维护图书馆，并改善教育机会。
该协会就广泛的科学和社会话题进行辩论，尽管其自身规定禁谈宗教和政治话题。虽然其成员相对较少，但其辩论和活动在整个波托马克高地地区拥有很高的讨论度，因此该协会极大地影响了罗姆尼社区和周边地区的思想潮流。
罗姆尼文学协会图书馆始建于1819年，当时馆内只有两卷书；到1861年，它已经发展到拥有大约3000卷文学、科学、历史和艺术等主题的书。该组织还试图建立一个“社区青年高等教育”的机构。1820年，为了回应这一倡议，罗姆尼学院引入了古典教学的课程，从而使其成为东潘汉德尔地区的第一所高等教育学校。1846年，该协会建造了一栋大楼，用于容纳罗姆尼古典研究所及其图书馆，这两个机构都由罗姆尼文学协会监管。该学院由著名的长老会牧师威廉·亨利·富特管理。在与该协会发生争执后，富特于1850年在罗姆尼建立了一所与之对立的学校，称为波托马克神学院。
罗姆尼文学协会和罗姆尼古典研究所的影响力持续增长，直到1861年南北战争爆发。协会图书馆的馆藏被联邦军洗劫一空，在1865年战争结束后，只有400卷图书被找回。罗姆尼文学协会于1869年重组。美国重建时期，协会在罗姆尼公民运动中发挥了主导作用。1869年至1870年间，协会完成了罗姆尼图书馆的建设，协会在这里举行会议并宣布重新组建图书馆。该组织利用其影响力为罗姆尼争取到了西弗吉尼亚州聋哑盲学校的建立机会，并提供了原罗姆尼古典研究所作为校舍，该学校于1870年9月29日开学。在罗姆尼文学协会的最后几年里，人们对它的关注逐渐减弱，它最后一次被记录在册的会议是在1886年举行的。

## 建立
罗姆尼文学协会成立于1819年1月30日，由罗姆尼的九位杰出人士在约翰·坦普尔的办公室里组建，他是当地德高望重的医生。该协会成立的目的是“为一个协会提供资金，促进文学和科学的发展，由其成员购买图书馆并供其使用；董事选定的问题将在协会中进行讨论并进一步改善。”罗姆尼文学协会成立后，成为了西弗吉尼亚州的第一个此类组织，也是美国最早成立的此类组织之一。参加该协会第一次会议的九个人是：托马斯·布莱尔、大卫·吉布森、詹姆斯·P·杰克、小塞缪尔·克切瓦尔、纳撒尼尔·库肯达尔、查尔斯·T·麦吉尔、詹姆斯·M·斯蒂芬斯、约翰·坦普尔、威廉·C·沃德罗。根据历史学家胡·马克斯韦尔的说法，这些人选举库肯达尔为主席，麦吉尔为秘书，组成一个委员会，负责起草该协会的章程。
1819年2月4日，委员会提交了章程草案，协会通过了该文件，其中规定该组织应被称为罗姆尼辩论会。章程规定，协会委员应包含主席、秘书和财务主管，每个人都由投票选出。章程还规定，每个成员每月支付50美分的会费，并且该协会有权在必要时向成员征收更多的财政捐款。筹集的资金用于支付该协会的运营成本，剩余资金用于为图书馆购买书籍。根据章程，该协会每周举行一次会议。在每次正式会议之后，将举行辩论或其他文学活动，内容包括成员普遍感兴趣的话题。辩论期间不得进行政治或宗教讨论，除非是抽象性质的或一般性的。粗俗语言和“烈性酒”也被禁止在会议上出现，每次违规将被处以一美元的罚款。协会的第一批当选的委员是查尔斯·T·麦吉尔，担任主席，威廉·C·沃德罗，担任秘书和约翰·坦普尔，担任财务主管。

## 早期辩论
该协会的下一次会议于1819年2月13日在老汉普郡法院举行，会议的第一个辩论事项是“关于代表应服从其选民指示的决议”。辩论结束后，协会对其作出了赞成的结论。第二次会议于同年2月19日在罗姆尼学院举行，辩论的问题是“选择公立学校教育，还是私人教师？”，最终协会更倾向于公立学校。在这次会议上，协会拨出的第一笔钱付给了门卫，金额为25美分。此外，协会让财务主管购买一本书供秘书使用，还购买了三个烛台、一对鼻烟壶和三磅蜡烛。2月26日，协会就“银行系统对社区有利吗？”这一问题进行了辩论，最后结论为银行系统是有利的。接下来，3月6日的会议讨论了一个更具有心理学性质的问题，这是一个抽象的宗教问题：“人类的心灵，通过自己的反思，是否可以得出灵魂不朽的结论？”协会作出了否定的结论。该协会还就“保护性关税是否有损于国家利益？”这一问题进行了辩论并作出了否定的结论。
1822年5月，该协会就“鼓励开凿波托马克河是否符合汉普郡人民的利益”这一问题展开了激烈的辩论。虽然没有留下辩论记录，但该协会认为，在波托马克河上开凿运河将损害汉普郡的利益。这场辩论发生在切萨皮克和俄亥俄运河修建之前。运河沿着马里兰州的波托马克河岸边，延伸到汉普郡北部。该协会一致认为，波托马克运河的修建将损害那些从东部沿着西北收费高速公路运送货物的马夫的生意。为此，该协会和罗姆尼当地居民也反对修建巴尔的摩至俄亥俄铁路。为了确保机密性，协会通过了一项章程，任何协会会员如果发表自己或其他会员在协会的演讲，将会被处以5美元的罚款。由于此项章程，任何演讲都不会被发表。该协会于1824年通过一项新章程。

## 发展和影响

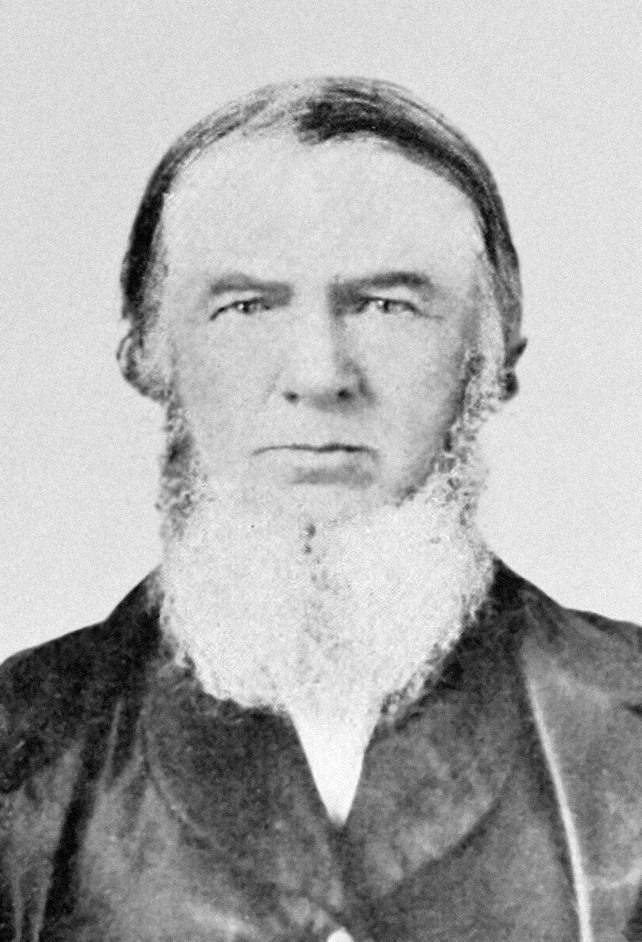
约翰·贝克·怀特

在协会发展的前十年中，成员不断增加，每月至少举行两次会议，通常频率是每月四次。该协会辩论的主题范围广泛，包括科学、宗教、政治和社会话题，经常违反章程中禁止宗教和政治话题的规定。该协会的辩论往往是尖锐的，并经常超出会议范围。在1819年1月30日和1830年1月22日之间，该协会的成员名单达到52人；尽管只有15名成员参加每月两次的会议，而且出席会议的成员从未超过17人。
尽管罗姆尼文学协会的成员相对较少，但其辩论和活动在整个波托马克高地地区拥有很高的讨论度。因此，该协会极大地影响了罗姆尼和周边地区的思想潮流。该协会在1830年1月22日至1861年期间的会议记录、作品或会员注册情况都没有现存记录。在此期间，该协会的成员包括安格斯·威廉·麦克唐纳、约翰·贝克·怀特和和罗伯特·怀特。

## 图书馆藏书
为了实现其主要目的之一：为协会会员建立图书馆，罗姆尼文学协会逐渐开始购买书籍。协会图书馆于1819年4月23日首次拨款购买了两卷书：普鲁塔克的《希腊罗马名人传》和艾默瑞奇·德·瓦特尔的《万国律例》。1819年7月2日，协会账户上的可用资金余额为2美元46美分，但到了10月23日，账上有了足够的资金来购买以下书籍：查尔斯·罗林的《古代史》、路易斯的《罗马史》和威廉·罗伯逊的《查理五世统治史》。

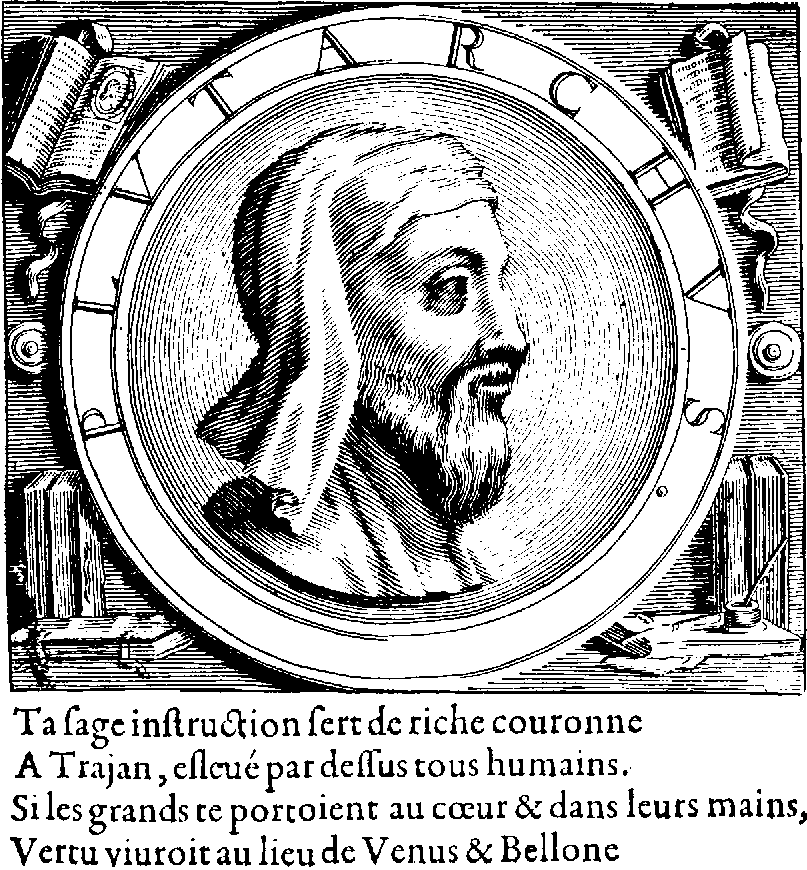
普鲁塔克（如图）的《希腊罗马名人传》，协会购买的头两卷书之一

直到1820年底，该协会才购买了李维、塔西佗和约翰·马歇尔的《华盛顿传》等著作。三个月后，协会为其不断增加的藏书购买了一个书柜。1821年4月，该协会进一步扩增了其图书馆藏书，购买了纳撒尼尔·胡克的《罗马史——从罗马的建立到联邦的毁灭》、希罗多德的作品《希腊游记》、《现代欧洲》、大卫·拉姆齐的《美国史》，以及本杰明·富兰克林的作品。
1821年，弗吉尼亚州议会通过了一项法案，将该组织注册为“罗姆尼图书馆协会”。该协会对弗吉尼亚州议会的章程并不满意，因为它规定了该协会没有要求的几处变化，包括名称的改变。协会成员认为他们的协会是一个“文学”协会，而不是一个“图书馆”社团。协会要求弗吉尼亚州议会修改其章程，经过几次拖延和对新章程的辩论，弗吉尼亚州议会于1823年2月4日通过了一项新章程，其中该组织被重新命名为“罗姆尼的文学协会”
在十年内的时间里，该协会的小型图书馆又增加了大约3000卷关于文学、科学、历史和艺术的书籍。这些书籍用小牛皮进行装订，并盖有协会的印章。协会的会议记录列出了所购买的书籍和获得这些书籍的途径。根据联邦作家项目在其《历史上的罗姆尼1762-1937》（1937）中的说法，这些书籍的选购“表明协会成员拥有优秀的文学判断力和商业能力”
根据该协会的决议，图书馆的使用对象是该协会的成员，并进一步扩大到向“所有教派的福音牧师”免费开放。罗姆尼的部分公民也被允许进入图书馆，并享有与其成员类似的特权。

## 学术界的赞助
自成立之初，罗姆尼文学协会就逐渐认识到，当地的私立学校系统只能提供初级教育，而且往往是零散的教育，难以满足罗姆尼地区的学术需求。协会定期进行长时间的讨论，讨论哪一种教育发展理论和大众教育理论更可取。协会成立后不久，就发起了一项旨在建立一个“为社区青年提供高等教育”机构的运动。1820年，由于这一举措，古典教学被引入罗姆尼学院的课程，从而使该机构成为东潘汉德尔地区的第一所高等教育学校。在亨利·约翰斯顿的指导和严格要求下，罗姆尼学院因其“高级古典”课程而广为人知。他的继任者，同為協会成员的威廉·亨利·富特开设了神学课程，学校的招生人数日益增加，许多准备做牧师的学生也纷纷加入。随着学校在波托马克河南支河谷的名气越来越大，越来越多远处的学生们慕名而来。托马斯·穆勒迪和塞缪尔·穆勒迪是该学院的早期讲师，他们两人后来都在位于华盛顿哥伦比亚特区的乔治城大学担任过校长。
1831年，位于汉普郡法院后方的旧石制校舍的设施已无法支撑罗姆尼学院的日常运营。为了解决这一问题，该协会发起了一场为新校舍筹集资金的运动。1832年1月6日，弗吉尼亚州议会授权该协会通过彩票抽奖为教育筹集20,000美元的资金。时隔十年，该协会与泽西市的詹姆斯·格雷戈里和费城的丹尼尔·麦金太尔达成共识，通过彩票抽奖“筹集一笔不超过2万美元的资金，用于建造一座合适的建筑以供居住，构建图书馆和购买哲学教材。”彩票抽奖活动为期十年，每半年筹集750美元、1,000美元和1,500美元。该协会成功地筹集了资金。1845年，该协会为建造一座新的建筑进行招标，以容纳学院、协会和协会的图书馆。该协会还利用彩票抽奖的资金为学院购买书籍。

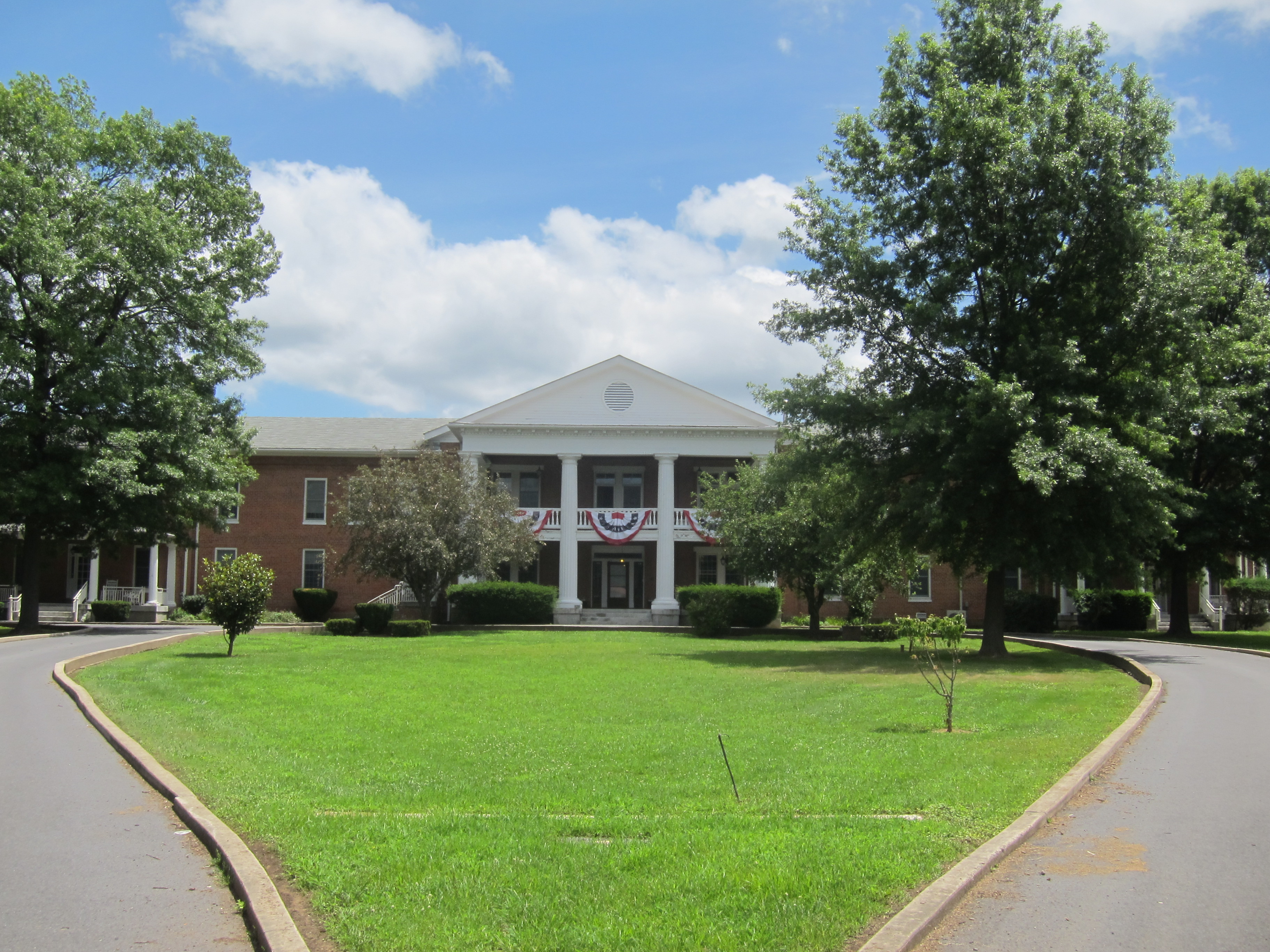
西弗吉尼亚聋哑盲学校的行政大楼，其主体部分是前罗姆尼古典研究所和图书馆大楼。

1844年2月12日，弗吉尼亚州议会通过了一项法案，授权该协会将彩票抽奖筹集的资金余额转给罗姆尼学院。议会于1846年12月12日进一步颁布了一项法案，授权罗姆尼文学协会“在罗姆尼或附近建立一所学院，为青年提供科学和文学各个分支的教育；协会将其部分现在拥有或未来可能获得的财产用于此。”同年，罗姆尼东部建造了一座新的砖制新古典主义建筑，协会、图书馆和罗姆尼学院将迁入新设施。新建筑的第二层供协会使用，其中一个大厅用于开会，另一个大厅用作协会的图书馆。马克斯韦尔称，“当时弗吉尼亚州很少有学校拥有这样设施完善的图书馆。”新的学院建筑和场地花费了约8,000美元。迁入新楼后，该学院被改组为罗姆尼古典研究所，其活动由协会监督。该研究所1846年至1849年在福特所长的管理下运作。
1849年，协会为罗姆尼古典研究所提出了一套新的管理章程，将任命助理教师、衡定工资以及规定付款与报销的条件和方式的权力下放给了协会。由于福特在这些问题上与该协会存在分歧，所以他拒绝接受新的章程，并于1849年10月辞去了在协会的领导职务；1850年，他建立了一个名为波多马克神学院的对立机构。这一新机构不受协会的赞助，而是被长老会所控制。福特离开后，协会邀请E·J·米尼教授出任罗姆尼古典研究所的所长。尽管存在分歧，协会还是通过彩票抽奖的方式对波托马克神学院提供财政支持。
根据1849年6月1日出版的《会员和图书馆目录》，共有20名注册会员每年向协会的图书馆基金支付3美元；还有8名图书馆会员，按协会的某些规定允許使用圖書館，支付与注册会员同样的费用。使用图书馆的会员有钥匙，可以随时进入。非会员方面，僅有镇上的神职人员和罗姆尼古典研究所的校长獲授予图书馆特权。该目录将阿尔弗雷德·P·怀特列为该协会的图书管理员，E·J·米尼仍然是该研究所的所长。1853年后，该协会拥有12,000美元的永久基金，其每年创造出720美元的收益，其中一半用于支持罗姆尼古典研究所。

## 美国内战致其中断
1861年美国南北战争爆发之前，罗姆尼文学协会和罗姆尼古典研究所的重要性和影响力持续增长。战争爆发后，该协会的许多成员以及学院的教授和学生都加入了联盟军，开赴战场。战争期间，协会损失惨重。北方联邦军占领了罗姆尼古典研究所和图书馆。协会的图书馆被清空，四分之三的书卷遗失或遭到销毁。战争结束后，其中最有价值的书卷再也没有找回来。战争期间，该协会1830至1861年间的会议记录也被销毁，其中记录了该协会所从事的大多数具有影响力的文学与慈善事业。
战争结束后，图书馆近3,000卷书中只有找回400卷，其中仅200卷留在图书馆的书架上。图书馆复原的10到20卷书中，只有三到四卷原书。由于大多都已损坏，找回的书大大贬值。回到罗姆尼的协会成员发现罗姆尼古典研究所及其图书馆已成为一片废墟，再加之他们因战争所产生的疲倦感陡增，难以复兴协会，所以这些废墟经过近半个世纪的努力才得以重振旗鼓。罗姆尼古典研究所没有重建成功，最终解散于这场战争。

## 复兴

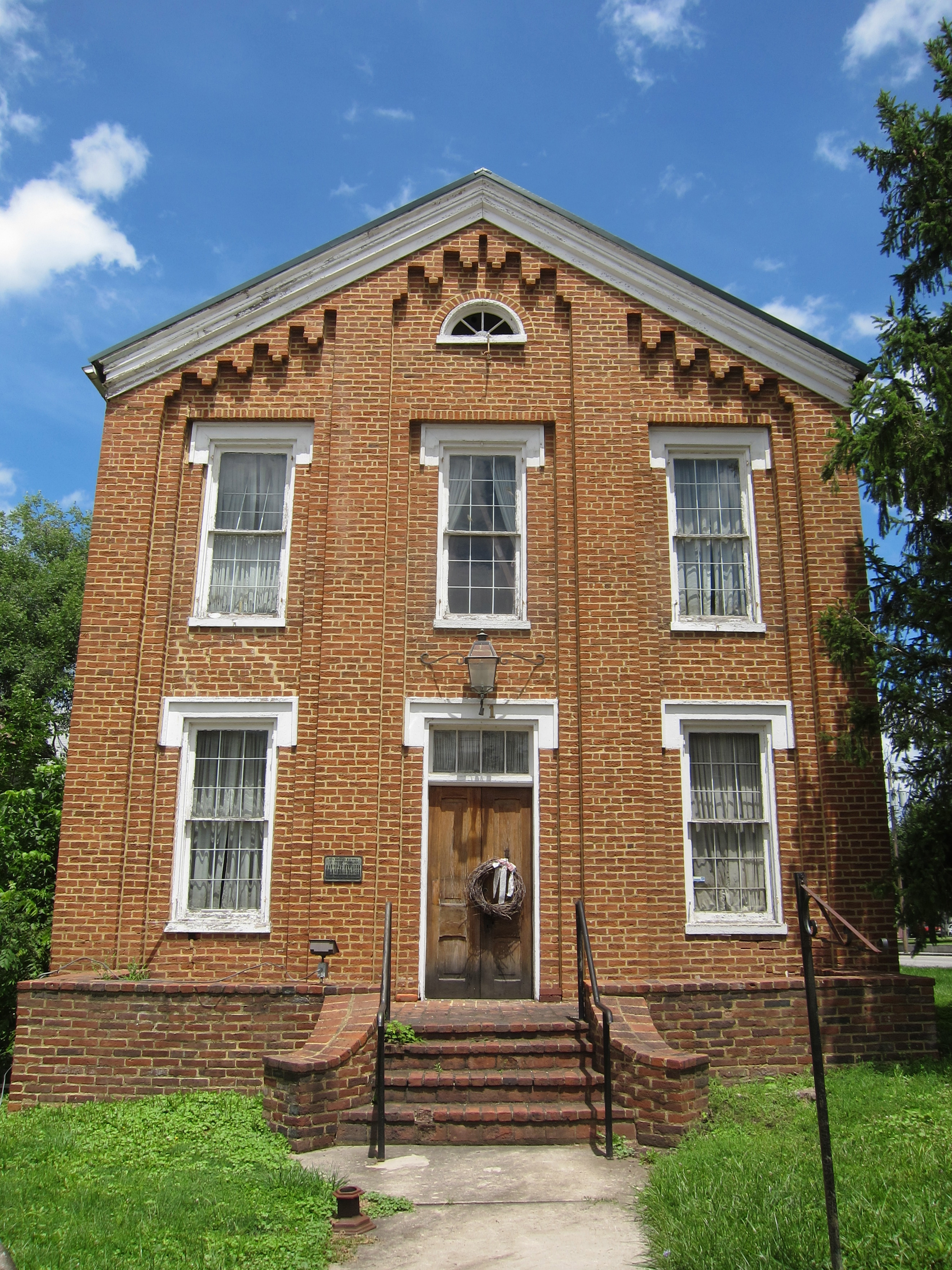
罗姆尼图书馆

战后，罗姆尼居民开始着手修复公共建筑，并重建该镇旧时的机构，包括罗姆尼文学协会。该协会一直处于暂停状态，直到1869年5月15日，9名成员举行了一次会议，因为只有这9名原始成员响应了重组的呼吁。这九名负责重建协会的成员是：詹姆斯·L·阿姆斯特朗、大卫·恩特勒、威廉·哈珀、约翰·C·海斯克尔、安德鲁·沃德罗·克切瓦尔、塞缪尔·R·卢普顿、詹姆斯-帕森斯、阿尔弗雷德·P·怀特和罗伯特·怀特。这些人试图收集图书馆剩下的书籍，并参与到招募新成员的活动中，最终在几年内招募了20名年轻男子。1861年前的协会成员中有许多已在战争中死去，招募新成员对协会的复兴至关重要。1869年至1886年间加入的新成员有约翰·柯林斯科·威尔、塞缪尔·莱特福特·弗劳尔诺伊、亨利·贝尔·吉尔克森、霍华德·希勒·约翰逊和克里斯蒂安·斯特赖特·怀特。美国重建时期，恢复了活力的协会对罗姆尼的公民运动发挥了主导作用。
1869年至1870年期间，该协会于西大街和北高街交界处的56区上建造了一座新的两层砖楼，即西弗吉尼亚罗姆尼图书馆，这里用来举行会议且收录了原图书馆的幸存书目。图书馆建在关闭的波托马克河南支银行的旧址上。除了战后最初找回的400卷书外，该协会又从原来的图书馆找回了几卷书，并着手购买新书；恢复后的图书馆重新开放时有大约700卷书。

## 西弗吉尼亚罗姆尼聋哑盲学校

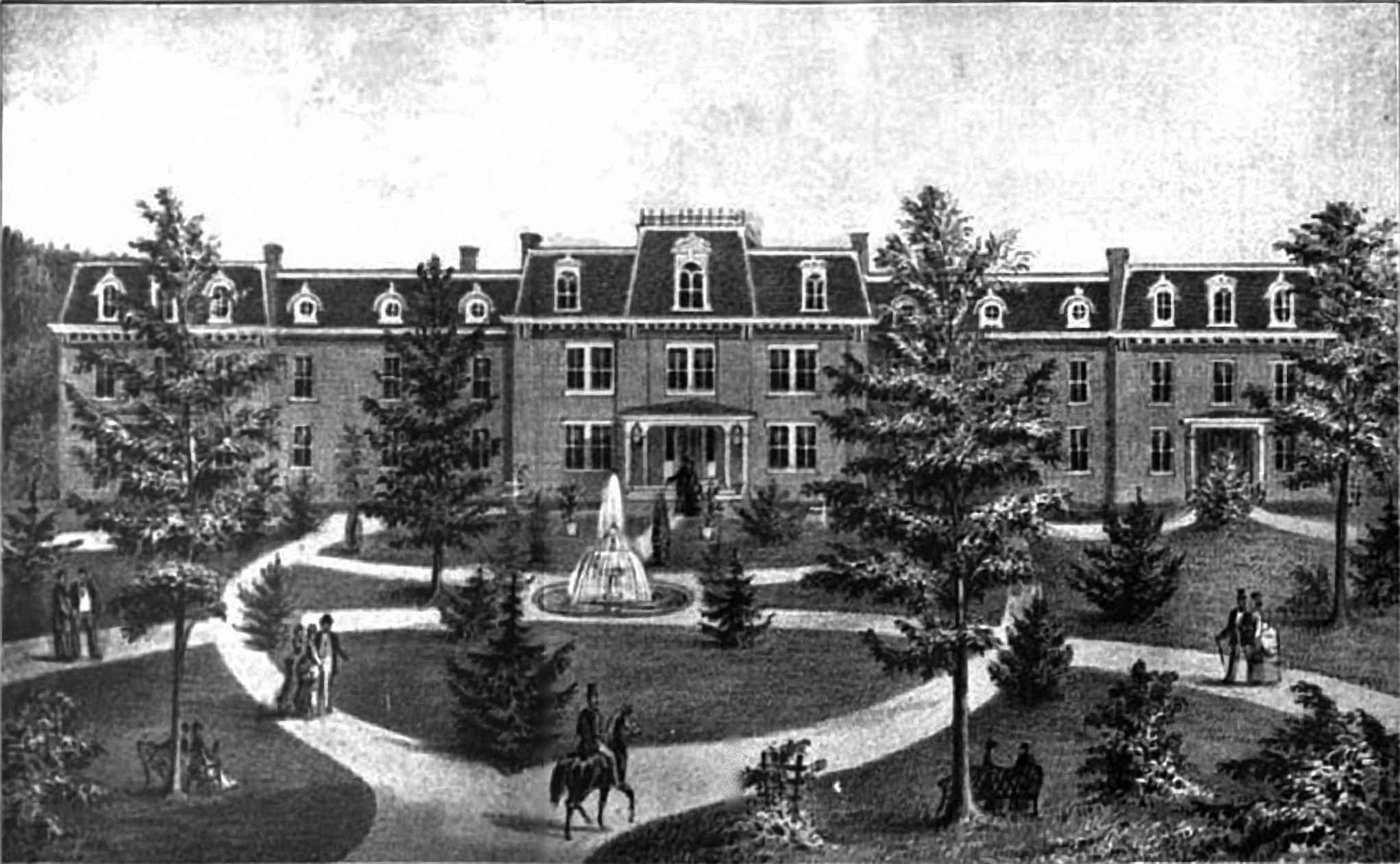
西弗吉尼亚州聋哑盲学校，为旧罗姆尼古典研究所改造

1869年协会重组时，西弗吉尼亚州考虑建立一所聋哑盲学校。协会下决心为罗姆尼争取新的州立机构。1870年4月12日，协会通过了一项决议，成员们同意将罗姆尼古典研究所的建筑物和场地无偿转让。
1870年4月20日，该协会派安德鲁·沃德罗·克切瓦尔和罗伯特·怀特作为代表，前往当时的州府惠灵市，向执政委员会正式提出“罗姆尼古典研究所的场地和建筑......无债务，且修缮完备”，条件是该校拟址必须位于罗姆尼。克拉克斯堡和帕克斯堡也向州政府提出了校址设想。提议呈交给了西弗吉尼亚州聋哑盲学院（当时的名称）的执事会。短暂的审议后，协会的提议被执事们接受。该协会的报价是唯一一个包括在地面上建造建筑物的报价。
该协会认为，为了落实提议，有必要筹集超过1,000美元的资金，这对于美国重建时期的罗姆尼来说显然是一项艰巨的任务。1870年7月11日，执委会通过了一项决议，要求认购1,200至1,300美元的资金以促进交易。118人和公司响应了董事会的请求，总认购金额为1,383.60美元。为了兑现其提议，协会还于7月11日拨款320美元，用于修复前罗姆尼古典研究所，使其场地在移交之前修复完备。此后不久，旧学院建筑和15英亩（6.1公顷）地产正式移交给西弗吉尼亚州。
1870年9月29日，西弗吉尼亚州聋哑盲学校在旧罗姆尼古典研究所里开始运作，共招有25名听说障和5名视障学生。1916年解散后，邻近的波托马克学院（原波托马克神学院）的场地也被纳入聋哑盲学校。

## 最后几年

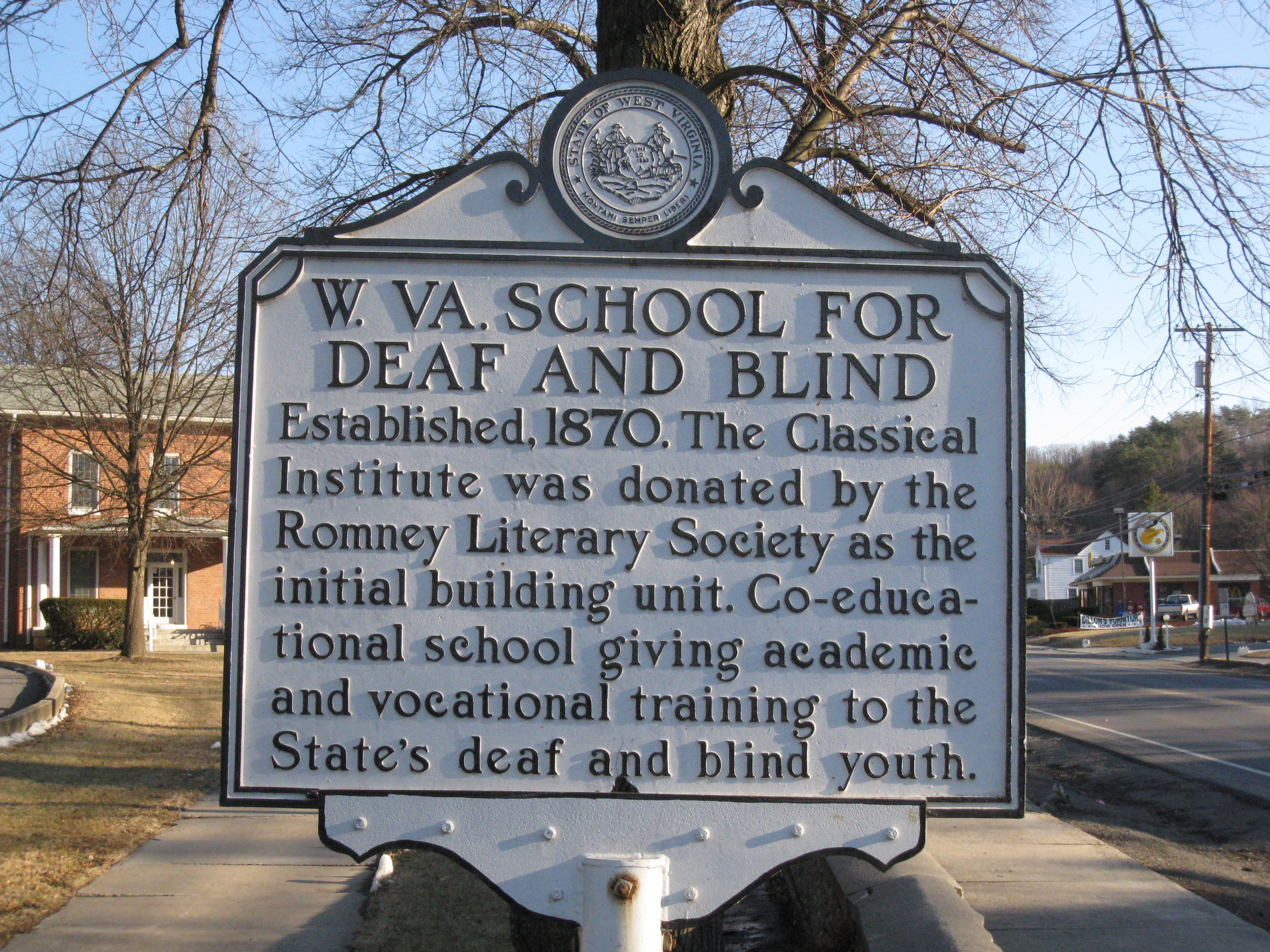
西弗吉尼亚州罗姆尼聋哑盲学校的历史标志

在1870年至1880年的十年里，罗姆尼地区的大部分学术活动都以西弗吉尼亚罗姆尼图书馆为中心。在此期间，协会偶尔开会，1872年3月至1878年4月期间没有会议记录。战后的复兴期是短暂的，老成员的离世导致人们对该协会的兴趣减弱。开会的频率慢慢降低，最后一次记录在册的会议于1886年2月15日举行。战后复兴期间，西弗吉尼亚罗姆尼的图书馆被共济会和东方明星会用作会议场所，在协会解散后，这些组织仍使用大厅，直到1974年被律师拉尔夫·海因斯收购。海因斯是一位当地历史学家，他修复了图书馆，并将其作为自己的法律办公室和博物馆。图书馆于1979年5月29日被列入国家历史遗迹名录，截至2004年，它偶尔会向公众开放。该协会的其他记录最早可以追溯到1819年，同样也在此展出。

## 遗产
提及罗姆尼文学协会的努力时，历史学家胡·马克斯韦尔在他的《西弗吉尼亚州汉普郡从最初定居到如今的历史》（1897年）中说，“这几个精力充沛的罗姆尼公民所完成的工作量令人惊叹。”马克斯韦尔进一步断言，“在该镇的历史上没有任何一件事能产生如此持久且良好的影响。”该协会在其存在期间和之后都对罗姆尼镇留下了许多深远影响，其中包括建立图书馆；支持和赞助i罗姆尼学院、罗姆尼古典研究所和波托马克神学院的学术和财政；影响美国重建时期的公民运动；以及帮助西弗吉尼亚州聋哑盲学校方面维持运转。据马克斯韦尔说，如果没有该协会的努力，西弗吉尼亚州的聋哑盲学校就不可能在罗姆尼建立，而是很可能被设在该州的其他地方。

### 解释性说明
a.^麦克斯韦尔和斯威谢尔称，该协会购买的头两卷书是普鲁塔克的《希腊罗马名人传》和艾默瑞奇·德·瓦特尔的《万国律例》。然而，联邦作家项目和历史学家赛尔登·W·布兰农指出，该协会购买的前两本书是普鲁塔克的《希腊罗马名人传》和查尔斯·罗林的《古代史》。

### 引用
1. 1 2 3 4 5 6 7 8 9 10  Maxwell & Swisher 1897
2. ↑  Federal Writers' Project 1937
3. ↑  Maxwell & Swisher 1897
4. 1 2 3 4  Brannon 1976
5. ↑  Federal Writers' Project 1937
6. 1 2 3 4 5  Munske & Kerns 2004
7. 1 2 3 4 5 6  Federal Writers' Project 1937
8. 1 2 3 4 5 6 7 8 9 10 11 12 13 14 15  Maxwell & Swisher 1897
9. ↑  Federal Writers' Project 1937
10. 1 2 3 4 5 6 7 8 9 10 11 12 13 14 15 16 17  Federal Writers' Project 1937
11. 1 2 3 4 5 6 7 8 9 10 11 12 13  Maxwell & Swisher 1897
12. 1 2 3 4 5 6 7  Maxwell & Swisher 1897
13. ↑  Brannon 1976
14. 1 2 3 4 5 6 7 8 9 10 11 12 13 14 15  Brannon 1976
15. 1 2 3 4 5 6 7 8  Jewett 1851
16. 1 2 3 4 5 6  Federal Writers' Project 1937
17. ↑  Federal Writers' Project 1937
18. 1 2 3 4  Brannon 1976
19. 1 2 3 4 5 6 7 8 9 10 11 12  Federal Writers' Project 1937
20. 1 2 3 4 5 6 7 8 9 10  Maxwell & Swisher 1897
21. 1 2 3 4 5 6 7 8 9 10 11  Brannon 1976
22. 1 2  Jewett 1851
23. ↑  Rice 2015
24. 1 2 3 4 5 6 7 8 9 10 11 12 13 14 15 16  Maxwell & Swisher 1897
25. 1 2 3 4 5 6 7 8 9  Munske & Kerns 2004
26. ↑  Jewett 1851
27. 1 2  Federal Writers' Project 1937
28. 1 2 3 4 5 6 7 8 9 10 11 12 13 14  Brannon 1976
29. 1 2 3 4 5 6 7 8 9 10 11 12 13 14  Federal Writers' Project 1937
30. 1 2 3  Federal Writers' Project 1937
31. 1 2 3 4 5 6 7 8 9  Maxwell & Swisher 1897
32. ↑  Pauley 1979
33. ↑  Maxwell & Swisher 1897
34. 1 2 3 4  Federal Writers' Project 1937
35. 1 2 3 4 5  Brannon 1976
36. 1 2 3 4 5  Pauley 1979
37. 1 2 3  Brannon 1976
38. 1 2  Maxwell & Swisher 1897